# NGC 2039
NGC 2039 is een open sterrenhoop in het sterrenbeeld Orion. Het hemelobject werd op 19 januari 1828 ontdekt door de Britse astronoom John Herschel.